# صد و شانزدهمین کنگره ایالات متحده آمریکا
یکصد و شانزدهمین کنگره ایالات متحده آمریکا دوره قبلی قوه مقننه فدرال ایالات متحده آمریکا متشکل از مجلس سنای ایالات متحده آمریکا و مجلس نمایندگان ایالات متحده آمریکا بود. این دوره در واشینگتن، دی.سی. از ژانویه ۳, ۲۰۱۹, تا ژانویه ۳, ۲۰۲۱, در سال‌های سوم و چهارم ریاست‌جمهوری دونالد ترامپ تشکیل جلسه داد.
در انتخابات ایالات متحده (۲۰۱۸), حزب دموکرات اکثریت مجلس نمایندگان را به دست آورد و حزب جمهوری‌خواه اکثریت خود در سنا را حفظ و تقویت کرد.